# Marc Demeyer
Marc Demeyer est un ancien coureur cycliste belge né le 19 avril 1950 à Avelgem et mort le 20 janvier 1982 à Merelbeke.

## Biographie
Professionnel de 1972 à 1982, il a notamment remporté deux étapes sur le Tour de France en six participations, une sur le Tour 1978 dans la 19e étape entre Lausanne et Belfort et l'autre sur le Tour 1979 dans la 14e étape entre Belfort à Évian-les-Bains. Il a également remporté le classement des points chauds des Tours 1973 et 1975.
Marc Demeyer est sorti vainqueur de deux grandes classiques : Paris-Bruxelles 1974 en devançant Roger de Vlaminck et Roger Rosiers et Paris-Roubaix 1976 en battant au sprint Francesco Moser, Roger De Vlaeminck et Hennie Kuiper.
Il a gagné six étapes, dont trois en 1979, lors de ses participations successives aux Quatre Jours de Dunkerque.
Déprimé et miné par des problèmes personnels, il meurt d'une crise cardiaque à l'âge de 31 ans.

## Palmarès

### Palmarès amateur
- 1966
  - 2e du championnat de Belgique sur route débutants
- 1969
  - 3e du championnat de Belgique du contre-la-montre par équipes amateurs
- 1970
  - Une étape de la Ronde des Flandres Artois
  - 3e du championnat de Belgique du contre-la-montre par équipes amateurs
  - 3e de Gand-Wervik
- 1971
  - 5e et 9e étapes de la Course de la Paix
  - Tour des Flandres amateurs
  - 4e de la Course de la Paix

### Palmarès professionnel
- 1972
  - Prologue du Tour d'Indre-et-Loire (contre-la-montre par équipes)
  - À travers la Belgique
  - Grand Prix de Fayt-le-Franc
  - Grand Prix d'Isbergues
  - 3e du Grand Prix Raf Jonckheere
- 1973
  - Grand Prix de Denain
  - 1re étape des Quatre Jours de Dunkerque
  - 3e du Grand Prix de l'Escaut
- 1974
  - Grand Prix Pino Cerami
  - 2e étape des Quatre Jours de Dunkerque
  - Prologue du Tour de Luxembourg (contre-la-montre par équipes)
  - Paris-Bruxelles
  - Grand Prix de l'Escaut
  - Circuit de la région linière
  - 2e du Trèfle à Quatre Feuilles
  - 2e du Circuit du Tournaisis
  - 2e du Grand Prix d'Orchies
  - 3e de Paris-Roubaix
  - 6e du Tour des Flandres
  - 6e du Grand Prix de Francfort
  - 7e des Quatre Jours de Dunkerque
- 1975
  - Nokere Koerse
  - Stadsprijs Geraardsbergen
  - 3e étape A des Quatre Jours de Dunkerque
  - Omloop van de Westkust
  - 2e étape du Tour de Luxembourg
  - Grand Prix d'Orchies
  - 3e du  Tour des Flandres
  - 3e du Grand Prix de la Banque
  - 4e de Paris-Roubaix
  - 5e du Grand Prix de Francfort
- 1976
  - Paris-Roubaix
  - Grand Prix de la Banque
  - 2e d'À travers la Belgique
  - 3e du Tour des Flandres
  - 3e du Omloop van de Westkust
  - 6e des Quatre Jours de Dunkerque
- 1977
  - 1rea étape de la Semaine catalane (contre-la-montre par équipes)
  - 14e et 16ea étapes du Tour d'Italie
  - Grand Prix de l'Escaut
  - Circuit du Houtland
  - Circuit des frontières
  - 2e du  Grand Prix de Wallonie
  - 2e de Paris-Bruxelles 
  - 3e d'À travers la Belgique
  - 9e du Tour des Flandres
- 1978
  - Circuit du Tournaisis
  - 19e étape du Tour de France
  - 3e du Grand Prix de Fayt-le-Franc
  - 10e de Paris-Roubaix
- 1979
  - 1re étape de la Semaine catalane
  - 2e étape du Tour de Belgique
  - 1re, 2e et 5ea étapes des Quatre Jours de Dunkerque
  - Flèche côtière
  - 4e étape du Critérium du Dauphiné libéré
  - 3e et 4e étapes du Grand Prix du Midi libre
  - 14e étape du Tour de France
  - Circuit de la région linière
  - 2e du  Tour des Flandres
  - 2e de la Gullegem Koerse
  - 3e du  Championnat de Zurich
  - 3e de la Leeuwse Pijl
  - 4e de  Gand-Wevelgem
  - 4e de la Flèche wallonne
  - 8e de Paris-Roubaix
- 1980
  - Circuit des Trois Provinces (Avelgem)
  - 3e étape du Grand Prix du Midi libre
  - Circuit des frontières
  - 2e de Paris-Bruxelles 
  - 5e du  Tour des Flandres
  - 5e de Paris-Roubaix
- 1981
  - 3e de la Gullegem Koerse
  - 5e de Gand-Wevelgem
  - 5e de Paris-Roubaix

## Résultats sur les grands tours

### Tour de France
6 participations 
- 1973 : 72e, vainqueur du classement des sprints intermédiaires
- 1974 : 41e
- 1975 : 42e, vainqueur du classement des sprints intermédiaires
- 1976 : 56e
- 1978 : 49e, vainqueur de la 19e étape
- 1979 : 57e, vainqueur de la 14e étape

### Tour d'Italie
1 participation
- 1977 : 78e, vainqueur des 14e et 16ea étapes

### Tour d'Espagne
1 participation
- 1977 : 33e